# Паметник на свободата (Оряхово)
Вижте пояснителната страница за други значения на Паметник на свободата.
Паметникът на свободата, познат и като „румънската кралица“ е паметник в Оряхово.
Паметникът отбелязва освобождението на града от румънските войски в бойните действия по време на Руско-турската война от 1877 – 1878 г. Автор на статуята е флорентинският скулптор Арнолдо Дзоки. Паметникът е открит през 1903 г. През 1913 г., по време на Междусъюзническата война, статуята е свалена и заровена край казармите, за да не я вземат румънските войски. Статуята е открита в края на 50-те години и през май 1960 г. паметникът е възстановен. През 1997 г., по повод 120 г. от Освобождението, паметникът е преместен в центъра на града, на площад „Дико Илиев“. Върху постамента е изписано: „На румънските войни освободители – с признателност“, изписан също и на румънски език.